# Costa Rica op het wereldkampioenschap voetbal 2006
Costa Rica was een van de deelnemende landen aan het Wereldkampioenschap voetbal 2006 in Duitsland. Het land nam voor de derde keer in de geschiedenis deel. Eerder deed het land mee in de edities van 1990 en 2002. In 1990 behaalde het de tweede ronde waarin de ploeg uit Midden-Amerika werd uitgeschakeld door Tsjechoslowakije. Twaalf jaar later kwam Costa Rica niet verder dan de groepsfase.

## Kwalificatie
Als lid van de CONCACAF diende Costa Rica een lange kwalificatieprocedure te doorstaan. Via de tweede voorronde en de halve finaleronde waarin de vier aanwezige teams elkaar tweemaal ontmoetten kwam het in de finaleronde terecht. De zes daarin vertegenwoordigde landen troffen elkaar eveneens eenmaal thuis en eenmaal uit. Een plaats bij de eerste drie was vereist voor kwalificatie, een eventuele vierde plaats zou een play-offduel opleveren met een Aziatisch land.
Al in de tweede voorronde kwam Costa Rica in de problemen. In die voorronde diende afgerekend te worden met Cuba. Door het 2-2 gelijkspel in Cuba en een 1-1 gelijkspel in Alajuela werd de tussenronde bereikt op basis van meer uitgescoorde doelpunten.
De halve finaleronde leverde minder problemen op, al werden daarin wel twee nederlagen geleden. Een plaats bij de eerste twee leverde een plaats in de finaleronde op. Met 10 punten uit 6 wedstrijden stond men in punten gelijk met Guatemala, op doelsaldo werd Costa Rica groepswinnaar. Honduras en Canada volgden op gepaste afstand en waren uitgeschakeld.
Mexico en de Verenigde Staten waren in de finaleronde oppermachtig en legden beslag op de eerste twee van de drie beschikbare WK-tickets. Om het derde ticket werd gestreden tussen Trinidad en Tobago en Costa Rica. Uiteindelijk zou Costa Rica door de onderlinge wedstrijd te winnen een voorsprong hebben van drie punten en zich daarmee te kwalificeren. Trinidad en Tobago kwalificeerde zich later eveneens door Bahrein in de play-off te verslaan.

### Wedstrijden

#### Voorronde
| 12 juni, 2004 | Cuba       | 2 – 2 | Costa Rica |
| 20 juni, 2004 | Costa Rica | 1 – 1 | Cuba       |

#### Halve finaleronde
| 18 augustus, 2004 | Costa Rica | 2 – 5 | Honduras   |
| 4 september, 2004 | Guatemala  | 2 – 1 | Costa Rica |
| 8 september, 2004 | Costa Rica | 1 – 0 | Canada     |
| 9 oktober, 2004   | Costa Rica | 5 – 0 | Guatemala  |
| 13 oktober, 2004  | Canada     | 1 – 3 | Costa Rica |
| 17 november, 2004 | Honduras   | 0 – 0 | Costa Rica |

| Team       | Pts | Pld | W | D | L | GF | GA | GD |
| ---------- | --- | --- | - | - | - | -- | -- | -- |
| Costa Rica | 10  | 6   | 3 | 1 | 2 | 12 | 8  | 4  |
| Guatemala  | 10  | 6   | 3 | 1 | 2 | 7  | 9  | -2 |
| Honduras   | 7   | 6   | 1 | 4 | 1 | 9  | 7  | 2  |
| Canada     | 5   | 6   | 1 | 2 | 3 | 4  | 8  | -4 |

#### Finaleronde
| 9 februari, 2005  | Costa Rica         | 1 – 2 | Mexico             |
| 26 maart, 2005    | Costa Rica         | 2 – 1 | Panama             |
| 30 maart, 2005    | Trinidad en Tobago | 0 – 0 | Costa Rica         |
| 4 juni, 2005      | Verenigde Staten   | 3 – 0 | Costa Rica         |
| 8 juni, 2005      | Costa Rica         | 3 – 2 | Guatemala          |
| 17 augustus, 2005 | Mexico             | 2 – 0 | Costa Rica         |
| 3 september, 2005 | Panama             | 1 – 3 | Costa Rica         |
| 7 september, 2005 | Costa Rica         | 2 – 0 | Trinidad en Tobago |
| 8 oktober, 2005   | Costa Rica         | 3 – 0 | Verenigde Staten   |
| 12 oktober, 2005  | Guatemala          | 3 – 1 | Costa Rica         |

| Team               | Pts | Pld | W | D | L | GF | GA | GD  |
| ------------------ | --- | --- | - | - | - | -- | -- | --- |
| Verenigde Staten   | 22  | 10  | 7 | 1 | 2 | 16 | 6  | 10  |
| Mexico             | 22  | 10  | 7 | 1 | 2 | 22 | 9  | 13  |
| Costa Rica         | 16  | 10  | 5 | 1 | 4 | 15 | 14 | 1   |
| Trinidad en Tobago | 13  | 10  | 4 | 1 | 5 | 10 | 15 | -5  |
| Guatemala          | 11  | 10  | 3 | 2 | 5 | 16 | 18 | -2  |
| Panama             | 2   | 10  | 0 | 2 | 8 | 4  | 21 | -17 |

## Groep A
Na het teleurstellende EK van 2004 stapte Rudi Völler op als coach van het Duitse team en was het moeilijk een opvolger te vinden. Uiteindelijk werd zijn voormalige teamgenoot in de aanval - maar als coach onervaren - Jurgen Klinsmann de trainer, Joachim Löw diens assistent. De oefencampagne viel tegen,  met nederlagen tegen Slowakije en Turkije. Vlak voor het WK leed Duitsland een kansloze nederlaag tegen Italië. De kritiek op Kinsmann was niet mals, de voetbalbond bleef hem steunen. Opmerkelijkste ingreep van Klinsmann was het passeren van doelman Oliver Kahn ten gunste van de eeuwige reserve Jens Lehmann. De heren stonden niet bekend als vrienden en heel Duitsland hield zijn adem in.
Voor de eerste keer sinds 1970 was niet de wedstrijd van de regerende wereldkampioen de openingswedstrijd, maar die van het organiserende land.. Opvallend doelpuntrijk was de wedstrijd. Vielen in de afgelopen WK's weinig doelpunten in openingswedstrijden, nu vielen er zes. In de eerste wedstrijd tegen Costa Rica speelde Duitsland aanvallend veel sterker dan verdedigend en won met 4-2. Hoogtepunt was een afstandsschot van Torsten Frings. De andere favoriet in deze groep, Polen blameerde zich door met 2-0 van Ecuador te verliezen. Polen had een veldoverwicht, maar kon tot de ultieme slotfase (twee schoten op de paal) weinig uitrichten, Ecuador was in de tegenstoot gevaarlijker.

In de wedstrijd tegen Duitsland herstelde Polen zich qua veldspel en creëerde net als Duitsland veel kansen. Na twee keer geel van Radosław Sobolewski in de 75e minuut was het alleen nog maar eenrichtingsverkeer richting het Poolse doel, uiteindelijk capituleerde de uitblinkende doelman Artur Boruc in de blessure-tijd door een doelpunt van invaller Oliver Neuville. Na het WK werd de Poolse coach Paweł Janas ontslagen. Duitsland en Ecuador plaatsten zich probleemloos voor de achtste finales, Duitsland ging per wedstrijd beter spelen en werd groepswinnaar na een 3-0 zege op Ecuador.
| Land       | Wed | Win | Gel | Ver | DV | DT | +/− | Pnt |
| ---------- | --- | --- | --- | --- | -- | -- | --- | --- |
| Duitsland  | 3   | 3   | 0   | 0   | 8  | 2  | 6   | 9   |
| Ecuador    | 3   | 2   | 0   | 1   | 5  | 3  | 2   | 6   |
| Polen      | 3   | 1   | 0   | 2   | 2  | 4  | –2  | 3   |
| Costa Rica | 3   | 0   | 0   | 3   | 3  | 9  | –6  | 0   |

|                                              |                                   |       |                   |                                                                              |
| 9 juni 2006 «onderlinge duels» 18:00 (UTC+2) | Duitsland                         | 4 – 2 | Costa Rica        | Allianz Arena, München Toeschouwers: 66.000 Scheidsrechter: Horacio Elizondo |
| 9 juni 2006 «onderlinge duels» 18:00 (UTC+2) | Lahm 6' Klose 17', 61' Frings 87' |       | 12', 73' Wanchope | Allianz Arena, München Toeschouwers: 66.000 Scheidsrechter: Horacio Elizondo |

|                                              |       |                            |         |                                                                                 |
| 9 juni 2006 «onderlinge duels» 21:00 (UTC+2) | Polen | 0 – 2                      | Ecuador | Veltins-Arena, Gelsenkirchen Toeschouwers: 65.000 Scheidsrechter: Toru Kamikawa |
| 9 juni 2006 «onderlinge duels» 21:00 (UTC+2) |       | 24' C. Tenorio 81' Delgado |         | Veltins-Arena, Gelsenkirchen Toeschouwers: 65.000 Scheidsrechter: Toru Kamikawa |

|                                               |                |       |       |                                                                                        |
| 14 juni 2006 «onderlinge duels» 21:00 (UTC+2) | Duitsland      | 1 – 0 | Polen | Signal Iduna Park, Dortmund Toeschouwers: 65.000 Scheidsrechter: Luis Medina Cantalejo |
| 14 juni 2006 «onderlinge duels» 21:00 (UTC+2) | Neuville 90+1' |       |       | Signal Iduna Park, Dortmund Toeschouwers: 65.000 Scheidsrechter: Luis Medina Cantalejo |

|                                               |                                          |       |            |                                                                             |
| 15 juni 2006 «onderlinge duels» 15:00 (UTC+2) | Ecuador                                  | 3 – 0 | Costa Rica | Volksparkstadion, Hamburg Toeschouwers: 50.000 Scheidsrechter: Coffi Codjia |
| 15 juni 2006 «onderlinge duels» 15:00 (UTC+2) | C. Tenorio 8' Delgado 54' Kaviedes 90+2' |       |            | Volksparkstadion, Hamburg Toeschouwers: 50.000 Scheidsrechter: Coffi Codjia |

|                                               |         |                            |           |                                                                              |
| 20 juni 2006 «onderlinge duels» 16:00 (UTC+2) | Ecuador | 0 – 3                      | Duitsland | Olympiastadion, Berlijn Toeschouwers: 72.000 Scheidsrechter: Valentin Ivanov |
| 20 juni 2006 «onderlinge duels» 16:00 (UTC+2) |         | 4', 44' Klose 57' Podolski |           | Olympiastadion, Berlijn Toeschouwers: 72.000 Scheidsrechter: Valentin Ivanov |

|                                               |            |       |                  |                                                                         |
| 20 juni 2006 «onderlinge duels» 16:00 (UTC+2) | Costa Rica | 1 – 2 | Polen            | AWD-Arena, Hannover Toeschouwers: 43.000 Scheidsrechter: Shamsul Maidin |
| 20 juni 2006 «onderlinge duels» 16:00 (UTC+2) | Gómez 25'  |       | 33', 66' Bosacki | AWD-Arena, Hannover Toeschouwers: 43.000 Scheidsrechter: Shamsul Maidin |

## Wedstrijden gedetailleerd
WK voetbal 2006 (Groep A) Duitsland - Costa Rica
WK voetbal 2006 (Groep A) Ecuador - Costa Rica
WK voetbal 2006 (Groep A) Costa Rica - Polen
FEDEFUTBOL · A-internationals · Selecties · Bondscoaches · Costa Ricaans vrouwenelftal · Costa Rica U21 · Costa Rica U20 · Costa Rica U19 · Costa Rica U18 · Costa Rica U17
1920 – 1949 ·
1950 – 1969 ·
1970 – 1979 ·
1980 – 1989 ·
1990 – 1999 ·
2000 – 2009 ·
2010 – 2019 ·
2020 − 2029
Copa América 1997 · 
Copa América 2001 · 
Copa América 2004 · 
Copa América 2011 · 
Copa América 2016
WK 1990 · 
WK 2002 · 
WK 2006 · 
WK 2014 · 
WK 2018
OS 1980 · 
OS 1984 · 
OS 2004
1921 · 
1922–1929 · 
1930 · 
1931–1934 · 
1935 · 
1936–1937 · 
1938 · 
1939 · 
1940 · 
1941 · 
1942 · 
1943 · 
1944–1945 · 
1946 · 
1947 · 
1948 · 
1949 · 
1950 · 
1951 · 
1952 · 
1953 · 
1954 · 
1955 · 
1956 · 
1957 · 
1958 · 
1959 · 
1960 · 
1961 · 
1962 · 
1963 · 
1964 · 
1965 · 
1966 · 
1967 · 
1968 · 
1969 · 
1970 · 
1971 · 
1972 · 
1973 · 
1974–1975 · 
1976 · 
1977–1978 · 
1979 · 
1980 · 
1981–1982 · 
1983 · 
1984 · 
1985 · 
1986 · 
1987 · 
1988 · 
1989 · 
1990 · 
1991 · 
1992 · 
1993 · 
1994 · 
1995 · 
1996 · 
1997 · 
1998 · 
1999 · 
2000 · 
2001 · 
2002 · 
2003 · 
2004 · 
2005 · 
2006 · 
2007 · 
2008 · 
2009 · 
2010 · 
2011 · 
2012 · 
2013 · 
2014 · 
2015 · 
2016 · 
2017 ·
2018 ·
2019 ·
2020 ·
2021 ·
2022 ·
2023 ·
2024
Argentinië ·
Aruba ·
Australië ·
Barbados ·
België ·
Belize ·
Bermuda ·
Bolivia ·
Bosnië en Herzegovina ·
Brazilië ·
Canada ·
Chili ·
China ·
Colombia ·
Cuba ·
Curaçao ·
Dominicaanse Republiek ·
Duitsland ·
Ecuador ·
El Salvador ·
Engeland ·
Finland ·
Frankrijk ·
Grenada ·
Griekenland ·
Guatemala ·
Guyana ·
Haïti ·
Honduras ·
Hongarije ·
Ierland ·
Iran ·
Italië ·
Jamaica ·
Japan ·
Joegoslavië ·
Kameroen ·
Marokko ·
Mexico ·
Nederland ·
Nederlandse Antillen ·
Nicaragua ·
Nieuw-Zeeland ·
Nigeria ·
Noord-Ierland ·
Noorwegen ·
Oekraïne ·
Oezbekistan ·
Oman ·
Oostenrijk ·
Panama ·
Paraguay ·
Peru ·
Polen ·
Puerto Rico ·
Qatar ·
Rusland ·
Saint Kitts en Nevis ·
Saint Vincent en de Grenadines ·
Saoedi-Arabië ·
Schotland ·
Servië ·
Slowakije ·
Sovjet-Unie ·
Spanje ·
Suriname ·
Trinidad en Tobago ·
Tsjechië ·
Tsjecho-Slowakije ·
Tunesië ·
Turkije ·
Uruguay ·
Venezuela ·
Verenigde Arabische Emiraten ·
Verenigde Staten ·
Wales ·
Zuid-Afrika ·
Zuid-Korea ·
Zweden ·
Zwitserland
Brazilië (2018) ·
China (2002) · 
Duitsland (2006) · 
Ecuador (2006) · 
Engeland (2014) · 
Griekenland (2014) · 
Italië (2014) ·
Nederland (2014) · 
Polen (2006) · 
Servië (2018) ·
Spanje (2022) ·
Turkije (2002) · 
Uruguay (2014) ·
Zwitserland (2018)
1. ↑  https://www.gva.be/cnt/oid301643
2. ↑  https://duitslandinstituut.nl/artikel/2160/klinsmann-nieuwe-bondscoach
3. ↑  https://www.voetbalzone.nl/doc.asp?uid=23690
4. ↑  https://www.voetbalprimeur.nl/nieuws/67578/klinsmann-op-het-matje-geroepen?itm_source=www.voetbalprimeur.nl&itm_medium=Navigatie%20Pijltjes&experiment=0
5. ↑  https://www.trouw.nl/nieuws/bond-blijft-klinsmann-steunen~b853570b/
6. ↑  https://duitslandinstituut.nl/artikel/1663/genius-lehmann-ziet-droom-bewaarheid
7. ↑  https://timesofmalta.com/articles/view/rivals-kahn-and-lehmann-have-it-all-to-lose.98346
8. ↑  https://www.vi.nl/nieuws/wk-2006-duitsland-opent-in-eigen-land#:~:text=De%20FIFA%20heeft%20gesproken%3A%20Duitsland,de%20openingswedstrijd%20van%20het%20WK.
9. ↑  https://www.vi.nl/nieuws/duitsland-stottert-maar-klopt-costa-rica
10. ↑  https://www.youtube.com/watch?v=GkhpeRRgV84
11. ↑  https://www.trouw.nl/nieuws/wk-ecuador-zorgt-voor-surprise-tegen-polen~bb5ed791/
12. ↑  http://news.bbc.co.uk/sport2/hi/football/world_cup_2006/4852960.stm
13. ↑  https://www.volkskrant.nl/sport/voetbal-coach-polen-weg-beenhakker-in-beeld~ba6a321f9/
14. ↑  https://www.vi.nl/nieuws/duitsland-geeft-ook-ecuador-het-nakijken